# Biljana Plavšić
Biljana Plavšić (Биљана Плавшић), bosansko-srbska biologinja, političarka, obsojenka za vojne zločine na haškem sodišču, * 7. julij 1930, Tuzla Kraljevina Jugoslavija.

## Mladost in obdobje pred politično kariero
Plavšićeva se je rodila leta 1930 v Tuzli v premožno in ugledno bosansko-srbsko družino. Oče je bil biolog, ki je podiplomski študij končal na Dunaju in bil na koncu svoje kariere direktor Oddelka za naravoslovno znanost v sarajevskem državnem muzeju, kjer je Biljana končala osnovno in srednjo šolo. Leta 1954 je diplomirala na Univerzi v Zagrebu. Kmalu je postala asistentka na Naravoslovno-matematični fakulteti v Sarajevu, kjer je leta 1964 magistrirala in tri leta pozneje doktorirala.
Leta 1971 je odšla v ZDA, kjer je bila devet mesecev raziskovalka na Inštitutu za raziskovanje rastlin Boyce-Thompson. Po vrnitvi je postala redna profesorica na Naravoslovno-matematični fakulteti sarajevske univerze, leta 1972 prodekanka in leta 1986 dekanka fakultete.
Leta 1963 se je poročila s sarajevskim pravnikom Žarkom Banjcem, od katerega se je ločila v letu 1976. 

## Politična kariera
Biljana Plavšić je v politično areno vstopila konec osemdesetih let 20. stoletja, ko je vstopila v Srbsko demokratsko stranko Radovana Karadžića, kjer je prevzela vlogo članice političnega odbora stranke.
V srbski javnosti je postala hitro popularna, saj ni bila članica zveze komunistov in ker je bila ena redkih žensk z akademskim naslovom v politiki. Na volitvah, novembra 1990 je na listi SDS kandidirala za članico predsedstva Socialistične republike BiH in uspela.
Po kratki vojni v Sloveniji, ki je sledila osamosvojitvi Slovenije se je JLA leta 1991 umaknila iz Slovenije in s tistega dela Hrvaške, kjer ni bilo večinskega srbskega prebivalstva. Srbi so namreč na ozemlju Hrvaške razglasili Srbsko republiko Krajino s sedežem v Kninu. Večji del JLA se je umaknil v Bosno in Hercegovino, se razglasil za zaščitnika srbskega naroda v BiH in skupaj z novimi bosansko-srbskimi enotami zasedel 70 odstotkov ozemlja BiH.
V tej republiki so se leta 1992 začele kazati različne težnje različnih narodov. Muslimani in Hrvatje so želeli samostojno Bosno in Hercegovino, Srbi pa so videli Bosno in Hercegovino v novi, zoženi Jugoslaviji, ki bi jo ob Srbiji in Črni gori sestavljale še BiH, Makedonija in Srbska republika Krajina. V skupščini so se odločili za referendum o samostojnosti. 
Referenduma, ki je potekal od 29. februarja do 1. marca 1992, se je udeležilo 63,4 odstotka volilnih upravičencev. Za neodvisnost je glasovalo 62,68 odstotka sodelujočih na referendumu, kljub temu pa udeležba in rezultat na referendumu pravnoformalno nista omogočala menjave ustave Bosne in Hercegovine. Zato Srbi rezultatov niso priznali in so odtlej vse moči usmerjali v oblikovanje svoje države Republike Srbske, ki so jo razglasili v noči med 6. in 7. aprilom 1992. 
V tem času se je začelo tudi množično preseljevanje ljudi. Iz Sarajeva so se Srbi izseljevali, v na Palah organizirano Republiko Srbsko in v Srbijo. Tudi Biljana Plavšić je našla novi dom na Palah, od koder je nadaljevala s prosrbsko politiko. Pri tem se je v veliki meri naslanjala na Srbsko pravoslavno cerkev, ki ji je pomagala v političnem boju. Pri tem Plavšićeva ni skrivala odpora do Slobodan Miloševića in njegovega političnega kroga. Že maja 1993 ob njegovem obisku na Palah mu Plavšićeva ni odgovorila na pozdrav in se ni hotela rokovati z njim. 
Do leta 1995 je bila Biljana Plavšić podpredsednica Republike Srbske, po odstopu Radovana Karadžića z mesta predsednika pa je to funkcijo prevzela ona. Nemudoma je prekinila vse stike z bivšim predsednikom republike in predsednikom parlamenta Momčilom Krajišnikom ter pregovorila generala Ratka Mladića, da je odstopil s položaja komandanta vojske Republike Srbske. Sedež republike je preselila s Pal v Banja Luko. Plavšićeva med vojnimi spopadi ni ukazovala vojski, ni dajala ukazov za poboje in preganjanje, ampak se je kot podpredsednica republike večinoma ukvarjala s humanitarno pomočjo prebivalstvu, kar pa ni preprečilo njenega preganjanja s strani Haškega sodišča.

## Haško sodišče za vojne zločine
Biljana Plavšić je prva med srbskimi politiki sprejela odgovornost za zločine proti človečnosti na Balkanu. Prostovoljno se je predala in odšla v Haag 10. januarja 2001. Prva obtožnica jo je bremenila genocida, zločinov proti človeštvu, kršenja vojnih zakonov in običajev ter hude kršitve Ženevske konvencije. 3. aprila 2002 pa so obtožnico spremenili in jo obtožili, da je kot vodilna članica Srbske demokratske stranke BiH tudi tesno sodelovala z Radovanom Karadžićem in Momčilom Krajišnikom ter, da je bila članica kolektivnega predsedstva BiH od 18. novembra 1990 do aprila 1993 pri čemer je zgolj sodelovala pri vseh dejavnostih iz prve obtožnice.
Tako je obtožnica obtoževala Biljano Plavšič, da je od 28. februarja 1992 do 12. maja 1992, ko je bila sopredsednica Republike Srbske BiH, od tega datuma naprej pa članica tričlanskega predsedstva Republike Srbske ter od 30. novembra 1992 tudi članica vrhovne komande oboroženih sil Republike Srbske zavirala mirovni proces in huje kršila več mednarodnih zakonov in konvencij.
To temlji na dejstvu, da je Biljana Plavšić najbolj nasprotovala ratifikaciji Vance-Owenovega načrta o prekinitvi vojne v Bosni in Hercegovini. Zaradi njenega nasprotovanja skupščina načrta ni ratificirala in vojna se je nadaljevala.
Plavšićeva je postala bolj kooperativna z mednarodno skupnostjo šele po podpisu Daytonskega sporazuma, novembra 1995. Šele takrat je kot novo izbrana predsednica Republike Srbske začela voditi politiko miru in sodelovanja z mednarodnimi silami. Visoki predstavniki OZN, Evropske skupnosti in ZDA so za to obdobje pohvalno govorili o delovanju Biljane Plavšić in na sodišču potrdili, da je zavzeto uresničevala vse dogovore med Republiko Srbsko in mednarodno skupnostjo. 
Na sojenju je Plavšićeva priznala, da je od julija 1992 do 30. decembra 1992 delovala kot posameznica in v dogovoru z drugimi v zločinskem projektu načrtovala, spodbujala, odrejala, pomagala in podpirala preganjanje bosanskih Muslimanov, bosanskih Hrvatov in drugega nesrbskega prebivalstva iz 37 občin v Bosni in Hercegovini. Kljub temu, da se je za svoja dejanja pokesala, in, da so v njeno korist pričali predstavniki ZN in nekdanja ameriška zunanja ministrica Madeleine Albraight, so jo obsodili na 11 let zapora. Kazen je prestajala od 26. junija 2003 v ženskem zaporu Hinseberg v Örebru na Švedskem. 27. oktobra 2009 so jo po dveh tretjinah odslužene zaporne kazni izpustili na prostost.

## Pisateljica
Po obsodbi je Plavšićeva napisala knjigo, z naslovom Pričevanja (Svjedočenja), v kateri govori o razmerah v Bosni in Hercegovini pred in med vojno, predvsem pa o svojih nekdanjih sodelavcih v vodstvu Republike Srbske. V njej pred javnostjo razgrinja dogajanje v Republiki Srbski, ki so ga zaznamovali predvsem korupcija vodstva, trgovina z orožjem in nafto ter humanitarno pomočjo. V njej je za največja krivca za tragedijo srbskega naroda razglasila Radovana Karadžića in Momčila Krajišnika. Obtožuje ju bratenja z najhujšimi sovražniki srbstva in bogatenja na račun naroda, ki naj bi zaradi njiju izgubil dostojanstvo.